# Branded and Exiled
Branded and Exiled – druga płyta studyjna Running Wild wydana w 1985 roku przez niemiecką wytwórnię Noise.

## Lista utworów
1. Branded and Exiled – 3:54
2. Gods of Iron – 4:00
3. Realm of Shades – 4:29
4. Mordor – 4:50
5. Fight the Oppression – 4:46
6. Evil Spirit – 3:20
7. Marching to Die – 4:36
8. Chains and Leather – 5:46

## Skład
- Rock'n'Rolf – wokal, gitara
- Majk Moti – gitara
- Stephan Boriss – gitara basowa
- Hasche – perkusja